# Cenachero
El cenachero es un vendedor de pescado que en sus cenachos (espuertas de esparto y cáñamo) lleva el producto fresco de la bahía de Málaga pregonándolo por las calles de la ciudad; un oficio ya desaparecido. El cenachero es, junto al biznaguero o el boquerón, un símbolo popular de la ciudad española de Málaga, España. 

## El cenachero en el arte
El artista malagueño Jaime Fernández Pimentel inmortalizó en 1964 en una estatua a este pintoresco personaje, inspirado en el imaginario de su adolescencia, recordando a "Diego" el cenachero que vendía el pescado en su casa familiar de calle Carretería, y del que guardó más que su imagen su voz, gracejo y letrillas de pregón. Del pescador de Almayate Manolo "El Petaca", se sirvió como modeló para los volúmenes escultóricos, efectos de los ropajes, etc. Sin embargo, El Cenachero de Málaga no es un retrato de este marengo. Asimismo esculpió junto al cenachero al biznaguero y al burrito Platero, las 3 estatuas para engalanar el Parque malagueño. La escultura se encuentra en la plaza de la Marina, emplazamiento original donde fue reubicada tras varias décadas en el Paseo de La Farola. Bajo la escultura hay una placa conmemorativa que contiene los siguientes versos dedicados a la figura del cenachero por el poeta malagueño Salvador Rueda:

El Cenachero
Allá van sus pescadores
con los oscuros bombachos
Columpiando los cenachos
con los brazos cimbradores.
Del pregón a los clamores
hinchan las venas del cuello:
Y en cada pescado bello
se ve una escama distinta,
en cada escama una tinta
y en cada tinta un destello.
(Salvador Rueda)

### El Cenachero de Alabama

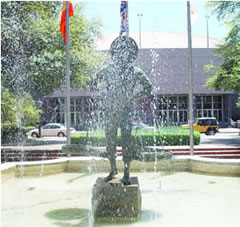
Réplica de la estatua de El Cenachero en la ciudad de Mobile, Estados Unidos.

La ciudad estadounidense de Mobile, Alabama alberga una réplica de la escultura de El Cenachero (en inglés: The Fishmonger); donada por la Ciudad de Málaga en homenaje al hermanamiento existente entre ambas ciudades. Se encuentra situada en una fuente en la Malaga Plaza, una plaza dedicada a la ciudad española y muy cerca de la Spanish Plaza, donde ondean varias banderas españolas y donde están instalados los "Arcos de la Amistad", también donados por la Ciudad de Málaga.